# Szwedzcy posłowie do Parlamentu Europejskiego 2004–2009
Szwedzcy posłowie VI kadencji do Parlamentu Europejskiego zostali wybrani w wyborach przeprowadzonych 13 czerwca 2004.

## Lista posłów
Wybrani z listy Szwedzkiej Socjaldemokratycznej Partii Robotniczej
- Jan Andersson
- Göran Färm, poseł do PE od 1 lutego 2007
- Anna Hedh
- Inger Segelström
- Åsa Westlund

Wybrani z listy Umiarkowanej Partii Koalicyjnej
- Charlotte Cederschiöld
- Christofer Fjellner
- Gunnar Hökmark
- Anna Ibrisagic

Wybrani z Listy Czerwcowej
- Hélène Goudin
- Nils Lundgren
- Lars Wohlin

Wybrani z listy Ludowej Partii Liberałów
- Maria Robsahm (Carlshamre)
- Olle Schmidt, poseł do PE od 19 października 2006

Wybrani z listy Partii Lewicy
- Jens Holm, poseł do PE od 27 września 2006
- Eva-Britt Svensson

Wybrana z listy Partii Centrum
- Lena Ek

Wybrany z listy Chrześcijańskich Demokratów
- Anders Wijkman

Wybrany z listy Partii Zielonych
- Carl Schlyter

Byli posłowie VI kadencji do PE
- Jonas Sjöstedt (wybrany z listy Partii Lewicy), do 26 września 2006, zrzeczenie
- Cecilia Malmström (wybrana z listy Ludowej Partii Liberałów), do 5 października 2006, zrzeczenie
- Ewa Hedkvist Petersen (wybrana z listy Szwedzkiej Socjaldemokratycznej Partii Robotniczej), do 31 stycznia 2007, zrzeczenie